# Andrija Zlatić
Andrija Zlatić, cyr.  Андрија Златић (ur. 25 stycznia 1978 w Užicach) – serbski strzelec sportowy specjalizujący się w konkurencji pistoletu pneumatycznego 10 m, brązowy medalista olimpijski, dwukrotny wicemistrz świata.
Dwukrotny uczestnik igrzysk olimpijskich. W 2012 roku, w Londynie zdobył brązowy medal igrzysk olimpijskich w konkurencji pistoletu pneumatycznego.